# Asztalnokmester
Az asztalnokmester az asztalnokok felügyelője az udvarban ill. a királyi udvarházak rendszere felett, udvari főtisztviselő, főméltóság. Első említését 1148-ból ismerjük. Megfelelője a frank mintára szerveződő európai udvarokban a szláv stolnik, francia sénéchal, az angol steward.
Az asztalnokmester neve megváltozott az újkorban. A királyi étekfogómester (dapiferorum regalium magister) az 1608. évi koronázás utáni I. és az 1687. évi X. törvénycikk 
értelmében az ország báróinak és kisebb zászlósainak egyike, a főrendekhez tartozott, az ország felső 
táblájának, majd a főrendiháznak, illetve a felsőháznak a tagja volt.

## Asztalnokmesterek

### Árpád-kor
| Név                  | Asztalnokmesterség ideje | Király      | Megjegyzés                            |  |
| -------------------- | ------------------------ | ----------- | ------------------------------------- |  |
| Pok nembeli Móric    | 1233–35                  | II. András  | Pok nemzetség, I. Móric               |  |
| Csák nembeli Máté    | 1235–42                  | IV. Béla    | Csák nemzetség trencséni ága, I. Máté |  |
| Rátót nembeli Lóránt | 1242–46                  | IV. Béla    | Rátót nemzetség                       |  |
| Pok nembeli Móric    | 1246–50                  | IV. Béla    | Pok nemzetség, II. Móric              |  |
| Balog nembeli Miklós | 1251–56                  | IV. Béla    | Balog nemzetség                       |  |
| ifj. Majs            | 1256–58                  | IV. Béla    |                                       |  |
| Aba nembeli Lőrinc   | 1258–69                  | IV. Béla    | Aba nemzetség                         |  |
| Péter                | 1270                     | V. István   |                                       |  |
| Rátót nembeli László | 1294                     | III. András | Rátót nemzetség                       |  |

### Anjou-kor
| Név           | Asztalnokmesterség ideje | Király    | Megjegyzés |
| ------------- | ------------------------ | --------- | ---------- |
| Szécsi Miklós | 1342 – 1346              | I. Károly |            |

### Vegyesházi királyok kora
| Név            | Asztalnokmesterség ideje | Király    | Megjegyzés |
| -------------- | ------------------------ | --------- | ---------- |
| Perényi István | 1431–36                  | Zsigmond  | Imre fia   |
| Perényi János  | 1431–37                  | Zsigmond  | Imre fia   |
| Perényi Miklós | 1444                     |           | Dániel fia |
| Perényi István | 1523                     | II. Lajos |            |

## Királynéi asztalnokmesterek

### Vegyesházi királyok kora
| Név         | Asztalnokmesterség ideje | Királyné       | Megjegyzés                    |
| ----------- | ------------------------ | -------------- | ----------------------------- |
| Tari Lőrinc | 1408–?                   | Cillei Borbála | Rátót nembéli Tari László fia |

## Asztalnokok
Báró Apor Péter leírása szerint a főuraknak is volt asztalnoka, melynek funkciója annak ceremónia-mesteri szerepében 
megegyezett a heroldéval.